# パブロ・バタージャ
パブロ・マルティン・バタージャ（Pablo Martín Batalla, 1984年1月16日 - ）は、アルゼンチン・コルドバ州・コルドバ出身の元サッカー選手。現役時代のポジションはミッドフィールダー（オフェンシブハーフ）。

## 経歴
2003年にベレスでキャリアをスタートさせ、2005年には、クラブのクラウスーラ優勝を果たした。しかし翌シーズンからはメキシコのパチューカに移籍し、以後3シーズンに渡ってレンタル移籍で出されることになった。翌2007年にはキルメスに移籍した。2009年にトルコのブルサスポルに移籍した。移籍初年度に26試合に出場し、8ゴール4アシストを挙げ、スュペル・リグの優勝に貢献した。2010-11シーズンから3シーズン連続で2桁アシストを挙げ、2012-13シーズンは15ゴール17アシストを記録しアシスト王となった。2014年に北京国安に移籍した。

## 所属クラブ
- CAベレス・サルスフィエルド 2003-2009

→ CFパチューカ 2005 (loan)
→ キルメスAC 2007.1-2007.6 (loan)
→ クラブ・デ・ヒムナシア・イ・エスグリマ・ラ・プラタ 2007.7-2007.12 (loan)
→ キルメスAC 2008.1-2008.6 (loan)
→ デポルティーボ・カリ 2008-2009 (loan)
- ブルサスポル 2009-2014
- 北京国安足球倶楽部 2014-2016
- ブルサスポル 2016-2018
- CSデポルティーボ・ロカ 2019

## タイトル

### クラブ
ベレス・サルスフィエルド
- プリメーラ・ディビシオン : 2004-05C

ブルサスポル
- スュペル・リグ : 2009-10